# Eter dietylowy
Eter dietylowy (pot. eter etylowy, eter) – organiczny związek chemiczny z grupy eterów, zbudowany z dwóch grup etylowych przyłączonych do atomu tlenu. Ma właściwości narkotyczne, nasenne i znieczulające. Nałogowe wąchanie lub spożywanie eteru nosi nazwę eteromanii.

## Otrzymywanie
Eter dietylowy otrzymuje się w wyniku dehydratacji alkoholu etylowego (działając na niego stężonym kwasem siarkowym w temperaturze 140 °C). W przemyśle otrzymywany jest w wyniku dehydratacji par alkoholu etylowego przepuszczanych nad Al
2O
3 lub zeolitami.

## Właściwości fizykochemiczne
Eter dietylowy jest bezbarwną, lotną, skrajnie łatwopalną cieczą. Z powietrzem (i tlenem) tworzy mieszaninę wybuchową. Jego pary są cięższe od powietrza (gęstość par eteru jest 2,56 raza większa od gęstości powietrza), co powoduje, że „pełzają” po stole laboratoryjnym, unosząc się z otwartej butelki.

## Zastosowanie
- rozpuszczalnik – w ekstrakcji oraz w wielu syntezach organicznych (szczególnie w reakcji Grignarda)
- w preparatyce farmaceutycznej – do sporządzania leków galenowych, m.in. kolodium[15]
- może być stosowany do znieczulenia ogólnego (narkozy)[16], choć w praktyce jest wypierany przez inne leki; blokuje kanały potasowe[17]

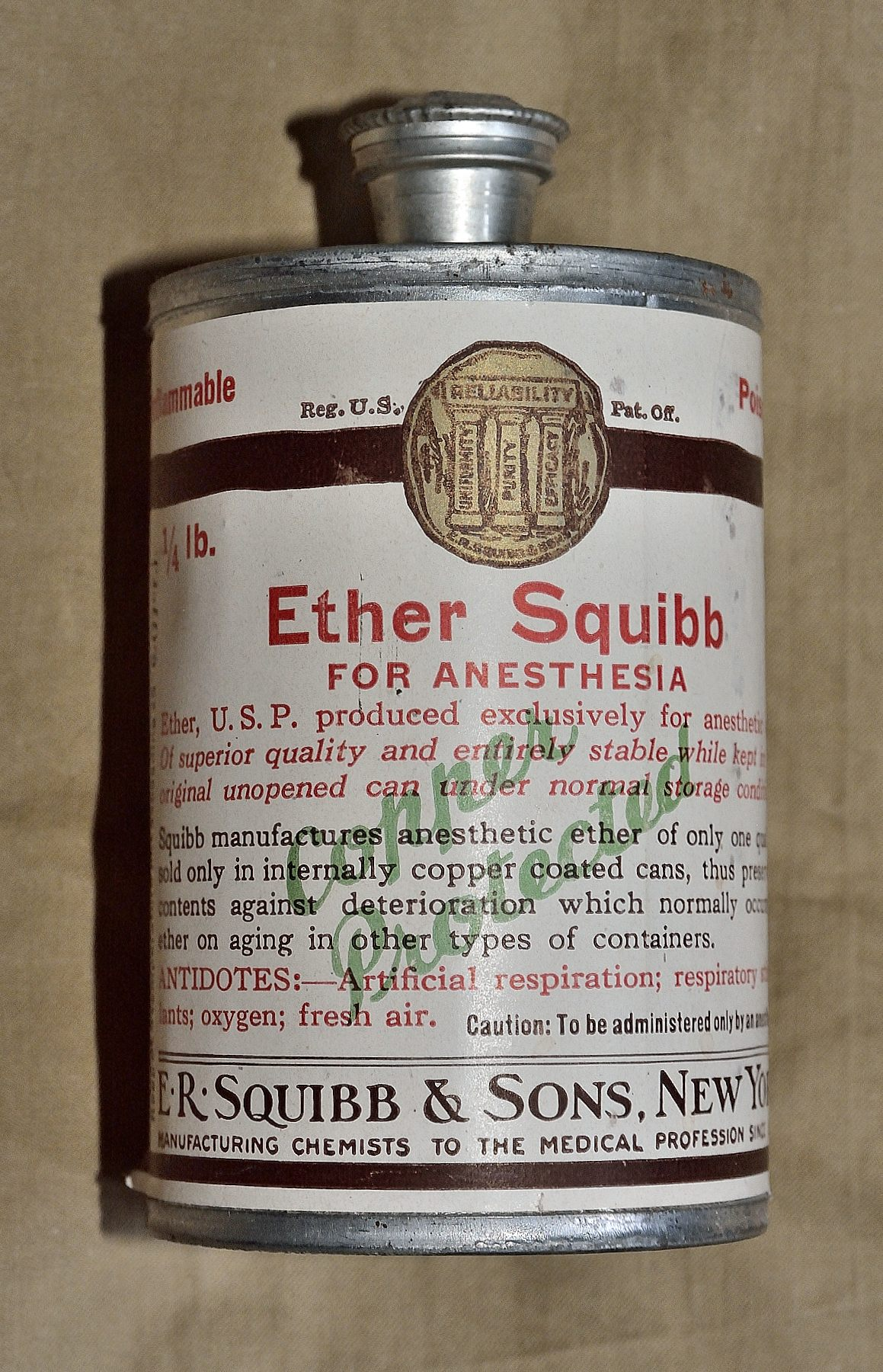
fiolka eteru przeznaczona do znieczulania

## Zagrożenia
Eter dietylowy jest substancją bardzo lotną i niezwykle łatwopalną (temperatura zapłonu −45 °C). Z powietrzem atmosferycznym tworzy mieszaninę wybuchową już w niskich temperaturach. Pary eteru jako cięższe od powietrza mają tendencję do gromadzenia się przy ziemi i mogą przesuwać się po niej na dość znaczne odległości. Zapłon mieszaniny powietrzno-eterowej może nastąpić nie tylko od iskry czy płomienia, lecz nawet w wyniku kontaktu z gorącą powierzchnią, np. płytą grzejną lub gorącym trójnogiem.
Eter dietylowy (podobnie jak inne etery) ma skłonność do tworzenia wybuchowych, wysokowrzących nadtlenków w wyniku działania światła i kontaktu z powietrzem. Oddestylowanie eteru zawierającego nadtlenki prowadzi do ich zatężenia i może spowodować eksplozję. Dlatego przed przystąpieniem do destylacji eteru należy wykonać test na obecność nadtlenków, a w razie stwierdzenia ich obecności należy rozłożyć je za pomocą środka redukującego.
W celu zmniejszenia ryzyka wytworzenia nadtlenków do eteru występującego w handlu bywają dodawane stabilizatory, np. butylowany hydroksytoluen jako przeciwutleniacz. Wodę i nadtlenki usuwa się z eteru poprzez destylację znad sodu i benzofenonu albo przepuszczając eter przez kolumnę wypełnioną aktywowanym glinem.